# Maria Ossowska
Maria Ossowska (nascuda Maria Niedźwiecka, 16 de gener de 1896, Varsòvia – 13 d'agost de 1974, Varsòvia) fou una sociòloga i filòsofa social polonesa.

## Biografia
Després d'estudiar i llicenciar-se en Filosofia a la Universitat de Varsòvia entre 1915 i 1921, havent tingut com a professor el filòsof Tadeusz Kotarbiński, obtingué el doctorat en Filosofia a la mateixa universitat amb una tesi sobre Bertrand Russell. En treballs més tardans, s'enfoca en la filosofia i la sociologia de l'ètica. Va continuar els seus estudis a la Sorbona de París. Els anys 1923–1928 va ser ajudant principal del Seminari Filosòfic de la Universitat de Varsòvia. Ossowska és sovint esmentada com a membre de l'Escola de Leópolis-Varsòvia.
De 1941 a 1945, Ossowska va ensenyar en el sistema universitari clandestí polonès. Entre 1945 i 1948 va ser professora a la Universitat de Łódź, i després a la Universitat de Varsòvia. Se li va prohibir fer classes entre 1952 i 1956, mentre la sociologia era retirada de les universitats poloneses com a disciplina considerada "burgesa". Del 1952 al 1962, va dirigir l'Institut per a la Història i Teoria de l'Ètica dins de l'Institut de Filosofia i Sociologia de l'Acadèmia Polonesa de Ciències (PA). El 1972 les autoritats comunistes van atorgar a Ossowska un Premi Nacional Polonès (Polska Nagroda Państwowa jo stopnia), el guardó estatal polonès més important.
Ossowska va estar casada amb el sociòleg Stanisław Ossowski, amb qui va col·laborar estretament en la recerca i l'ensenyament. Maria Ossowska i Stanisław Ossowski són considerats els fundadors del camp de la «ciència de la ciència», com a autors d'un treball precursor, publicat al 1935, titulat així mateix «La Ciència de la Ciència».

## Obra
- 1925 (com Maria Niedźwiecka): Ontologia Bertranda Russell [L'ontología de Bertrand Russell]. Varsòvia.
- 1946: Wzór obywatela w ustroju demokratycznym [El model del ciutadà en el sistema democràtic]. Warszawa: Zarząd Główny Towarzystwa Uniwersytetu Robotniczego.
- 1947: Podstawy nauki o moralności [Bases de la ciència de la moral]. 2nd edition 1994, ed. by Paweł J. Smoczyński. Wrocław: Zakład Narodowy im. Ossolińskich. ISBN 83-04-04075-1
- 1949: Motywy postępowania: Z zagadnień moralności [Les motivacions de l'acció: sobre els problemes de l'ètica]. Warszawa: Książca i Wiedza. 3rd edition 2002. ISBN 83-05-13245-5
- 1956: Moralność mieszczańska [Moral burgesa]. 2nd edition 1985. Wrocław: Zakład Narodowy im. Ossolińskich. ISBN 83-04-01877-2 (English translation 1986: Bourgeois morality. London/New York: Routledge & Kegan Paul. ISBN 0-7100-9782-4
- 1957: O pewnych przemianach etyki walki [Sobre certs canvis en l'ètica de la lluita]. 2nd edition 1977. Warszawa: Niezależna Oficyna Wydawnicza (a Samisdat edition)
- 1963: Socjologia moralności: zarys zagadnień [La sociologia de la moral: esbós dels seus problemes]. 4th edition 2005. Warszawa: Państwowe Wydawnictwo Naukowe. ISBN 83-01-14009-7 English translation 1971: Social determinants of moral idees. Philadelphia: University of Pennsylvania Press, 1971 edition London/New York: Routledge & Kegan Paul. ISBN 0-7100-7013-6
- 1966: Myśl moralna Oświecenia angielskiego [El pensament moral de la Il·lustració anglesa]. Warszawa: Państwowe Wydawnictwo Naukowe.
- 1970: Normy moralne: próba systematyzacji [Normes morals: un intent de sistematització]. 4th edition 2000. Warszawa: Państwowe Wydawnictwo Naukowe. ISBN 83-01-13278-7) English translation 1980: Moral norms: a tentative systematization. Warszawa: Polish Scientific Publ. ISBN 83-01-01297-8
- 1973: Ethos rycerski i jego odmiany [Ethos cavalleresc i les seves varietats], 3rd edition, 2000, Warsaw, Państwowe Wydawnictwo Naukowe, ISBN 83-01-13277-9.
- 1983: O człowieku, moralności i nauce: miscellanea [Sobre l'ome, la moral i la ciència]: ed. by Maria Ofierska and Maria Smoła. Warszawa: Państwowe Wydawnictwo Naukowe. ISBN 83-01-00801-6
- 1992: Wzór demokraty: cnoty i wartości [El model d'un demòcrata: virtuts i valors] Lublin: Daimonion. ISBN 83-900135-3-3
- 2002: Intymny portret uczonych: korespondencja Marii i Stanisława Ossowskich [Un retrat íntim d'una parella erudita: la correspondència de Maria Ossowska i Stanisław Ossowski], ed. by Elżbieta Neyman. Warszawa: Wydawnictwo "Sic!". ISBN 83-88807-13-7.